# System C
Sega System C / System C-2 (parfois appelé Sega System 14 / System 14) est un système de jeu d'arcade fabriqué par Sega à partir de 1989. Compatible JAMMA, l'architecture du système est basé sur celle de la console Mega Drive.  Le système a été exploité jusqu'en 1996.

## Liste des jeux
- Bloxeed
- Borench
- Columns
- Columns II: The Voyage Through Time
- Poto Poto
- Puyo Puyo
- Puyo Puyo 2
- Puzzle and Action: Ichidant-R
- Puzzle and Action: Tant-R
- Ribbit!
- Stack Columns
- Thunder Force AC
- Twin Squash
- Zunzunkyou no Yabou

## Autres
- Print Club, sorte de photomaton
- SegaSonic Popcorn Shop
- Waku Waku Marine